# Mont Fionchi
Le mont Fionchi  est une montagne des Apennins culminant à 1 337 m d'altitude, qui se situe en Ombrie. 